# Natalia Gherman
Natalia Gherman (Chisináu, 20 de marzo de 1969) es una política moldava. Vice primera ministra y ministra de Asuntos Exteriores desde el 30 de mayo de 2013 hasta el 20 de enero de 2016 y ejerció las funciones de primer ministro de manera interina del 22 de junio al 30 de mayo. Ha sido, asimismo, embajadora de su país en diversas capitales de Europa. En 2014, el diario británico The Guardian la incluyó en la lista de las «7 mujeres a las que seguir en la política internacional».